# Draconarius dissitus
Draconarius dissitus là một loài nhện trong họ Amaurobiidae.
Loài này thuộc chi Draconarius. Draconarius dissitus được Jia-Fu Wang miêu tả năm 2003.